# 美因-金齐希县
美因-金齐希县（德語：Main-Kinzig-Kreis）是德国黑森州人口最多的一个县，得名于美因河和金齐希河，首府盖尔恩豪森，县内最大的城市是哈瑙。

## 地理
美因-金齐希县北面与福格尔斯贝格县和富尔达县，东面与巴伐利亚州的巴特基辛根县和美因-施佩萨特县，南面与巴伐利亚州的阿沙芬堡县，西南面与奥芬巴赫县和法兰克福市，西面和西北面与韦特劳县相邻。